# Röhrsdorf (Klipphausen)
Röhrsdorf ist ein Ortsteil der Ortschaft Klipphausen in der gleichnamigen Gemeinde im Landkreis Meißen, Sachsen.

## Geographie

### Lage
Röhrsdorf liegt etwa in der Mitte zwischen Meißen und Wilsdruff im Meißner Hochland. Unmittelbar westlich führt die Staatsstraße 177 an der Ortslage vorbei. Röhrsdorf befindet sich am oberen Ende des Regenbachtals. Der Regenbach fließt nach Osten und mündet oberhalb von Constappel in die Wilde Sau. Als Waldhufendorf besitzt der Ort eine in Ost-West-Richtung längliche Grundstruktur. Hinzu kamen nach 1990 mehrere Standorte für Haus- und Wohnungsneubau sowie ein 15 Hektar großes Gewerbegebiet.

### Benachbarte Ortsteile
| Ullendorf  | Naustadt                                    | Pinkowitz      |
| Taubenheim | Kompassrose, die auf Nachbargemeinden zeigt | Hartha         |
| Sora       | Klipphausen                                 | Kleinschönberg |

## Geschichte

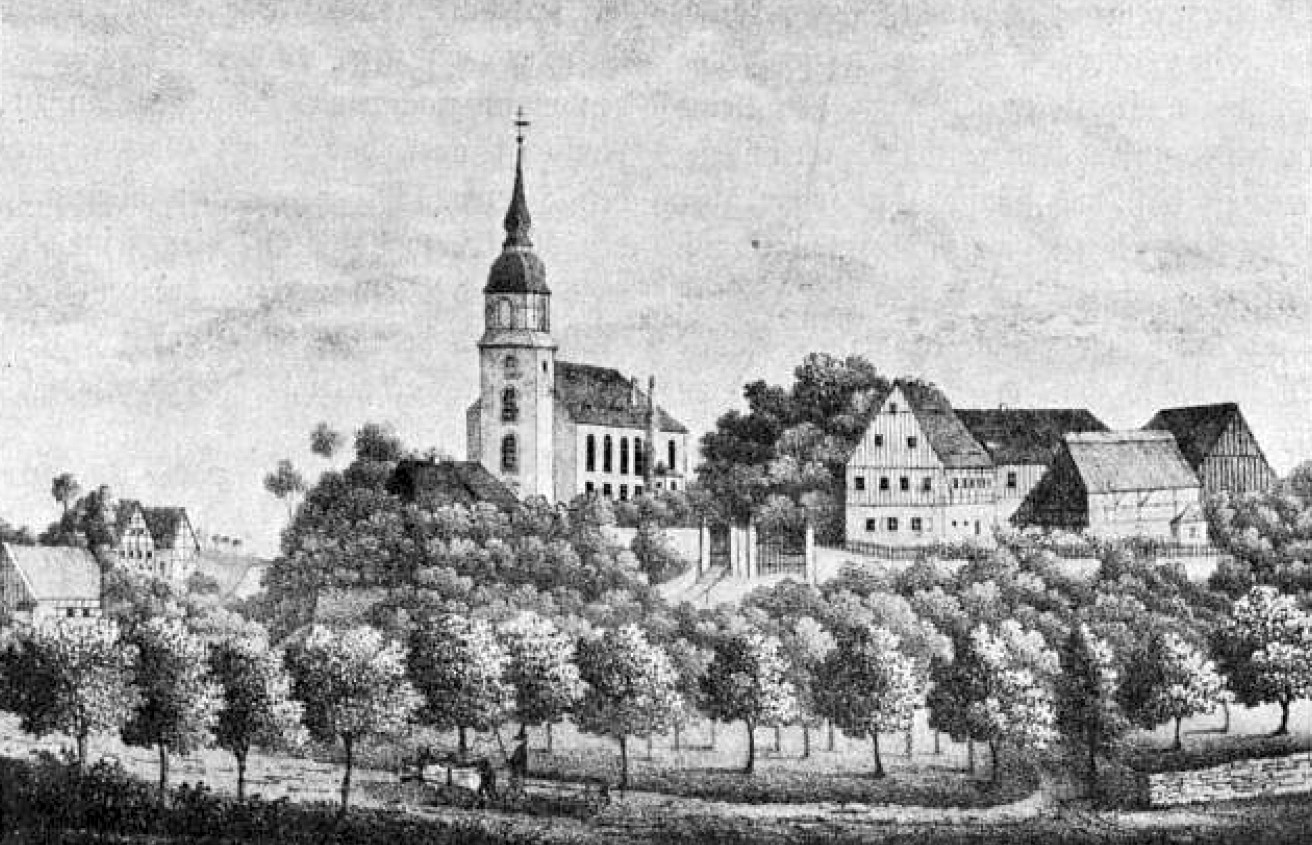
Rund um die Kirche um 1840

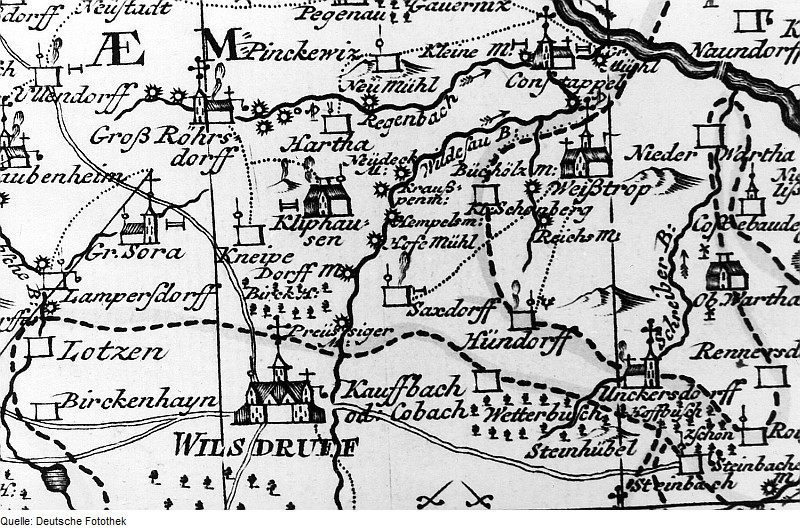
„Groß Röhrsdorff“ auf einer Karte des Amtes Meißen von 1750

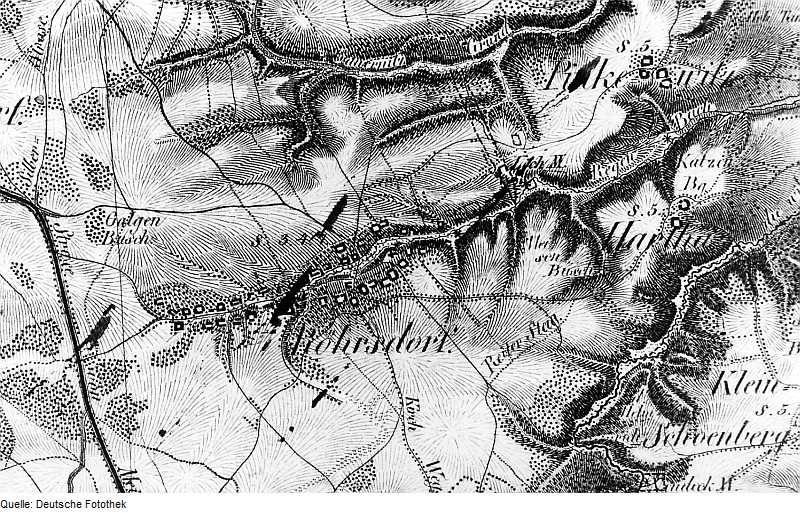
Röhrsdorf auf einer Karte aus dem 19. Jahrhundert

Erstmals erwähnt wurde Röhrsdorf 1250 als „Rudingistorf“. Der Ortsname bedeutet „Dorf eines Rüdiger“ und ist nach einem Lokator benannt. Mitte des 15. bis Mitte des 16. Jahrhunderts war dem Ortsnamen der Zusatz „Groß-“ vorangestellt, um das Dorf vom benachbarten „Kleinröhrsdorf“, dem heutigen Klipphausen, zu unterscheiden. Im Jahre 1875 trug Röhrsdorf zur Unterscheidung von vier namensgleichen Orten in Sachsen den Zusatz „bei Wilsdruff“.
Die Dorfform des Waldhufendorfs ist typisch für eine Gründung durch fränkisch-thüringisch-niedersächsische Kolonisten im 11./12. Jahrhundert. In Röhrsdorf wohnten überwiegend Bauern; außerdem gab es mehrere Getreidemühlen, von denen die letzte 1974 den Betrieb einstellte. Über Jahrhunderte war das Dorf auf bis zu fünf Grundherrschaften aufgeteilt, darunter die Rittergüter Scharfenberg, Limbach und Taubenheim. Um 1840 wurde Röhrsdorf selbstständige Landgemeinde und am 1. Januar 1994 Teil der Gemeinde Klipphausen. Seine Gemarkung ist reichlich sieben Quadratkilometer groß.
Die Ausbreitung der Reblaus bewirkte gegen Ende des 19. Jahrhunderts die Einstellung des Weinbaus; Teile alter Weinbergmauern blieben erhalten. Bis etwa 1930 wurde in mehreren Steinbrüchen am Regenbach der dort anstehende Syenit abgebaut. Den an der Schmalspurbahn Wilsdruff–Gärtitz gelegenen Bahnhof Ullendorf-Röhrsdorf bedienten Güterzüge bis zu seiner Stilllegung 1969.

## Einwohnerentwicklung
| Jahr | Einwohner                                 |
| ---- | ----------------------------------------- |
| 1547 | 38 besessene Mann, 2 Häusler, 34 Inwohner |
| 1764 | 33 besessene Mann, 12 Gärtner, 24 Häusler |
| 1834 | 478                                       |
| 1871 | 542                                       |
| 1890 | 587                                       |
| 1910 | 565                                       |
| 1925 | 587                                       |
| 1939 | 607                                       |
| 1946 | 820                                       |
| 1950 | 793                                       |
| 1964 | 630                                       |
| 1990 | 541                                       |
| 2007 | 730                                       |

## Sehenswürdigkeiten
Im Osten Röhrsdorfs steht oberhalb des Regenbachtals die barocke Kirche St. Bartholomäus.
An der Kirchhofsmauer steht ein altes Steinkreuz, das wahrscheinlich im 15. oder 16. Jahrhundert entstand. Der im Mittel 87 Zentimeter hohe Monolith wurde 1896 in drei Metern Tiefe an der Kreuzung der Dorfstraße und des Naustadt-Klipphausener Weges bei Schachtarbeiten für einen Abfluss entdeckt. Dort war es zu einem unbekannten Zeitpunkt vergraben worden. Seine ursprüngliche Bedeutung ist unbekannt. Auf Beschluss des Röhrsdorfer Kirchenvorstands wurde das zufällig wiederentdeckte Kreuz 1896 am heutigen Standort als Kriegerdenkmal aufgestellt.
Neben der Kirche sind noch mehrere weitere Gebäude im Ort als Kulturdenkmal geschützt (siehe Liste der Kulturdenkmale in Röhrsdorf).
Größter Baum im Ort ist die Friedenslinde mit einem Stammumfang von 5,40 Metern. Sie wurde 1855 anlässlich des 300. Jahrestages des Augsburger Religionsfriedens gepflanzt.

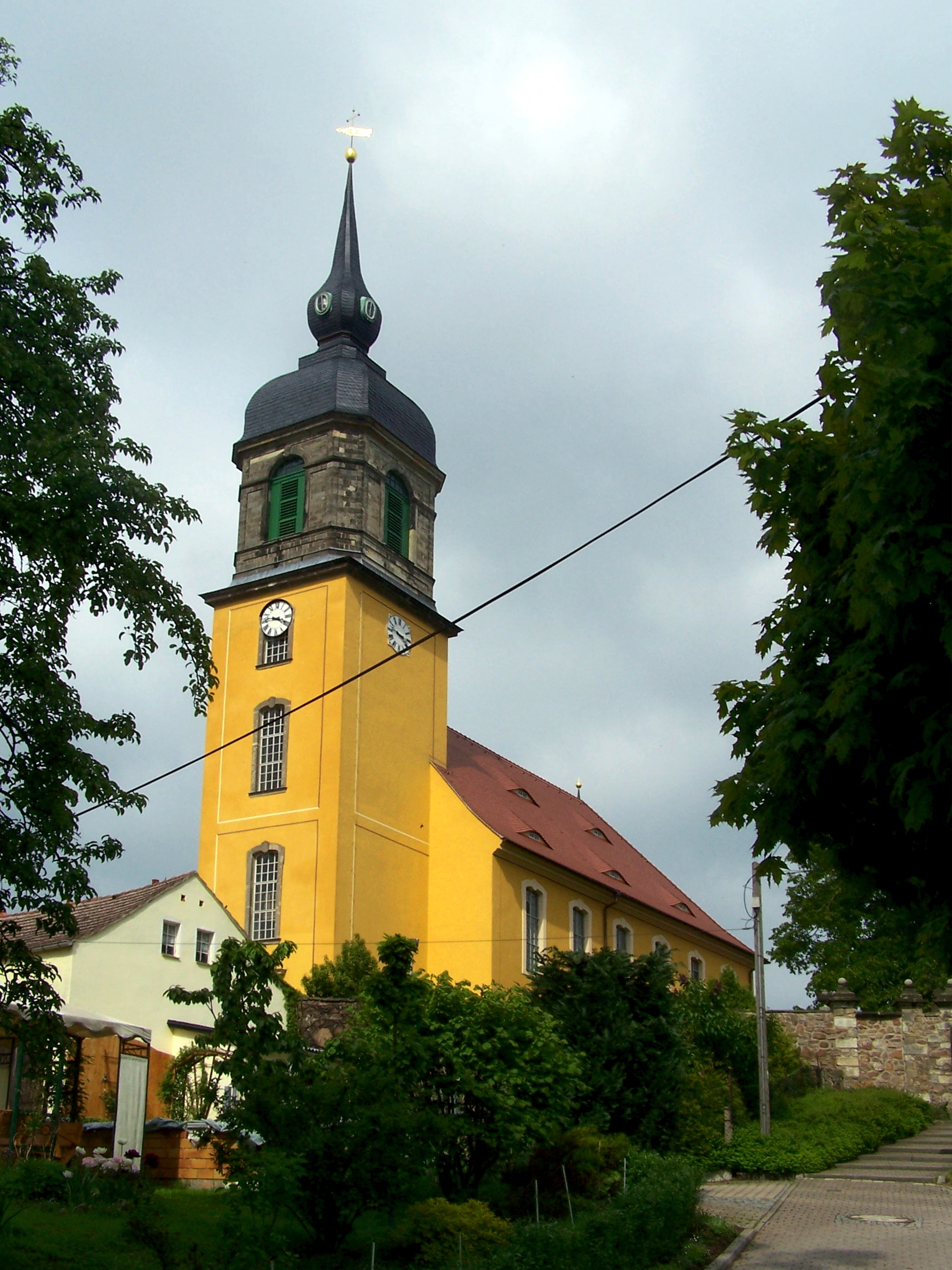
Bartholomäuskirche
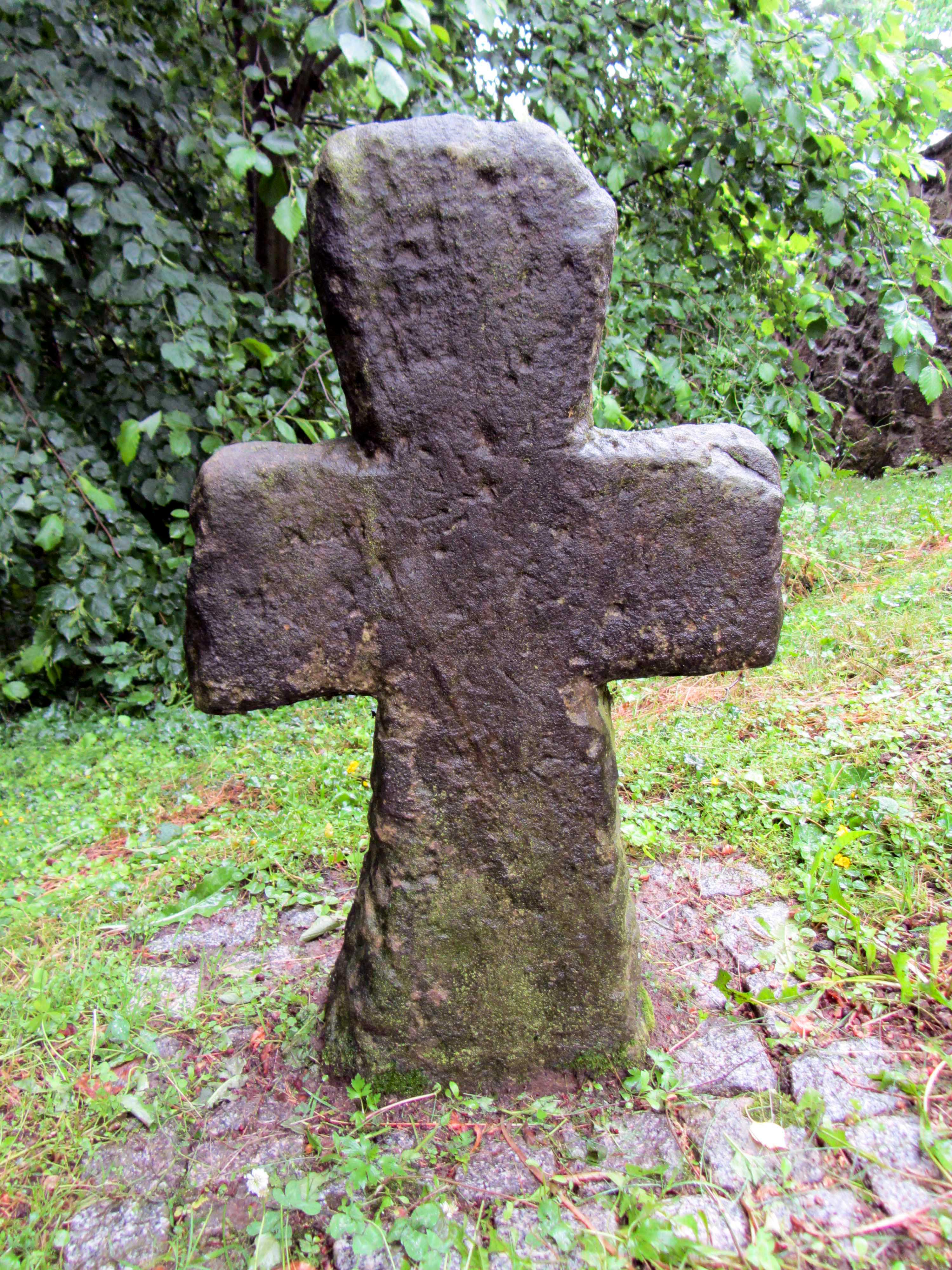
Steinkreuz
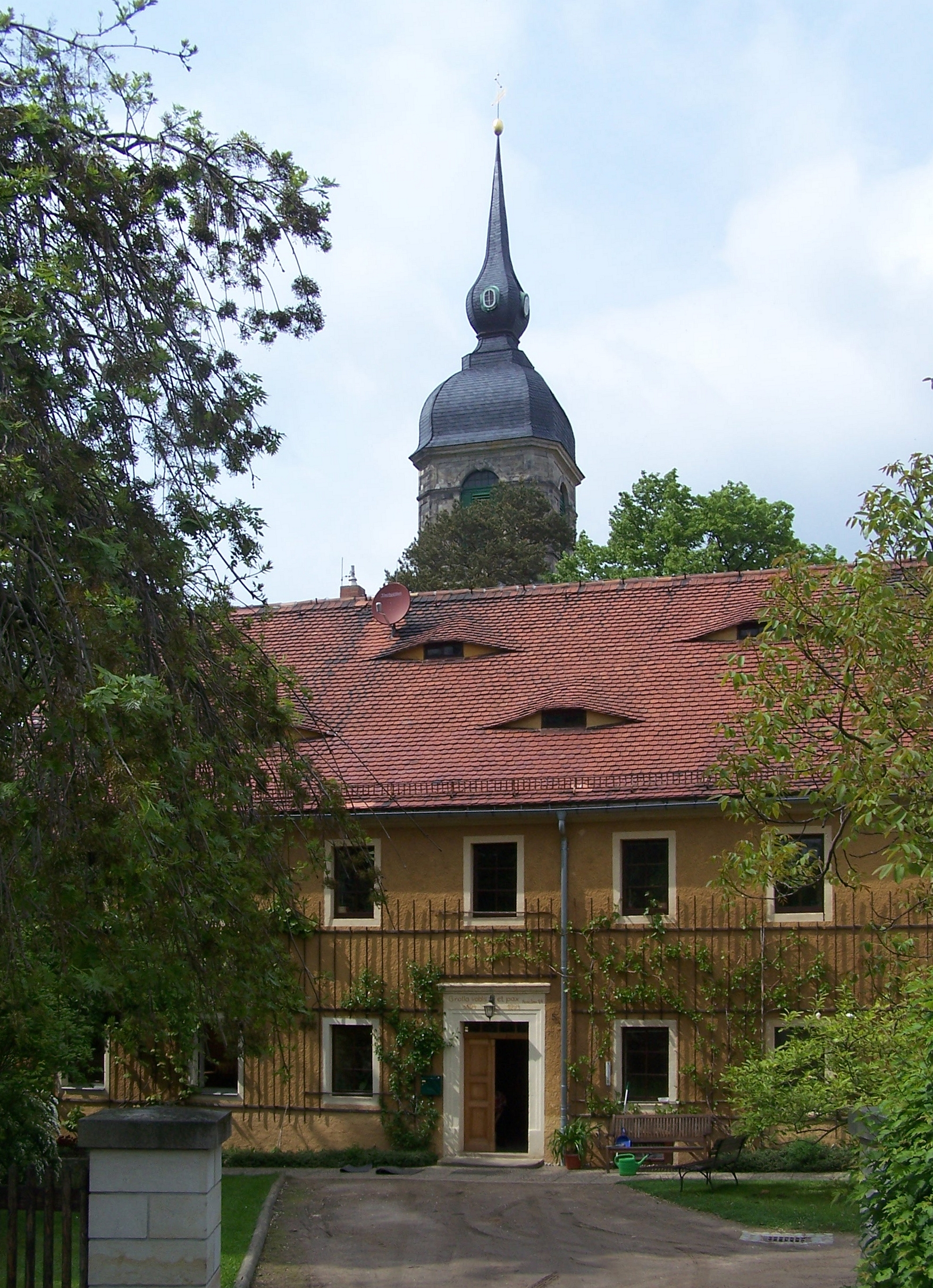
Pfarrhaus (mit Kirchturm im Hintergrund)
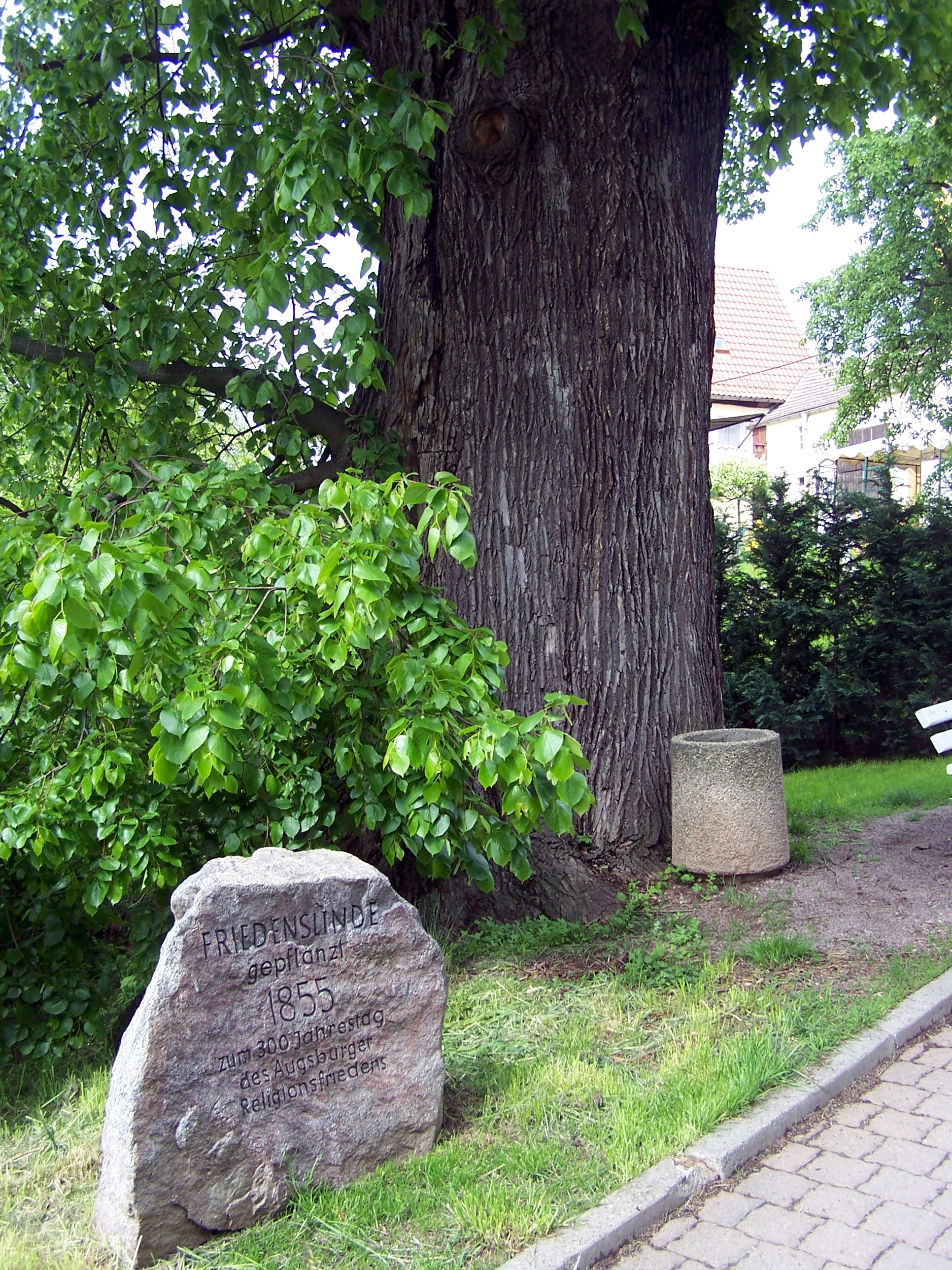
Gedenkstein an der Friedenslinde

## Persönlichkeiten
- Richard Bennack, 1925 erster Züchter der Kaninchenrasse Sachsengold
- Erhard Siedel (* 1. November 1895 in Röhrsdorf; † 16. November 1979 in der Schweiz), deutscher Schauspieler und Theaterregisseur
- Julius Adolph Stöckhardt (* 4. Januar 1809 in Röhrsdorf; † 1. Juni 1886 in Tharandt), deutscher Agrikulturchemiker